# S Лисички
S Лисички (лат. S Vulpeculae) — звезда в созвездии Лисички. Является сверхгигантом с диаметром около 382 диаметров Солнца.
Впервые переменность S Лисички была обнаружена в 1836 году, а затем была подтверждена в 1862 году. Звезда пульсирует, расширяется и сжимается, у неё меняется блеск, её относили как к переменным типа RV Тельца, к полуправильным переменным и к классическим цефеидам.
S Лисички в настоящее время считается классической цефеидой с одним из наибольших известных периодов — 68 дней, хотя период пульсации менялся несколько раз. При этом звезда является одной из самых холодных и ярких цефеид и она находится  близко к области, где обнаруживают полуправильные переменные. Форма и амплитуда кривой блеска существенно меняются от цикла к циклу, также существует и долговременная переменность. Видимая звёздная величина меняется от 8,69 до 9,42. Спектральный класс меняется от раннего G до позднего K по мере пульсации, а полосы оксида титана характерны для спектрального класса M1, при котором звезда является наиболее холодной.